# Oskar Schlemmer

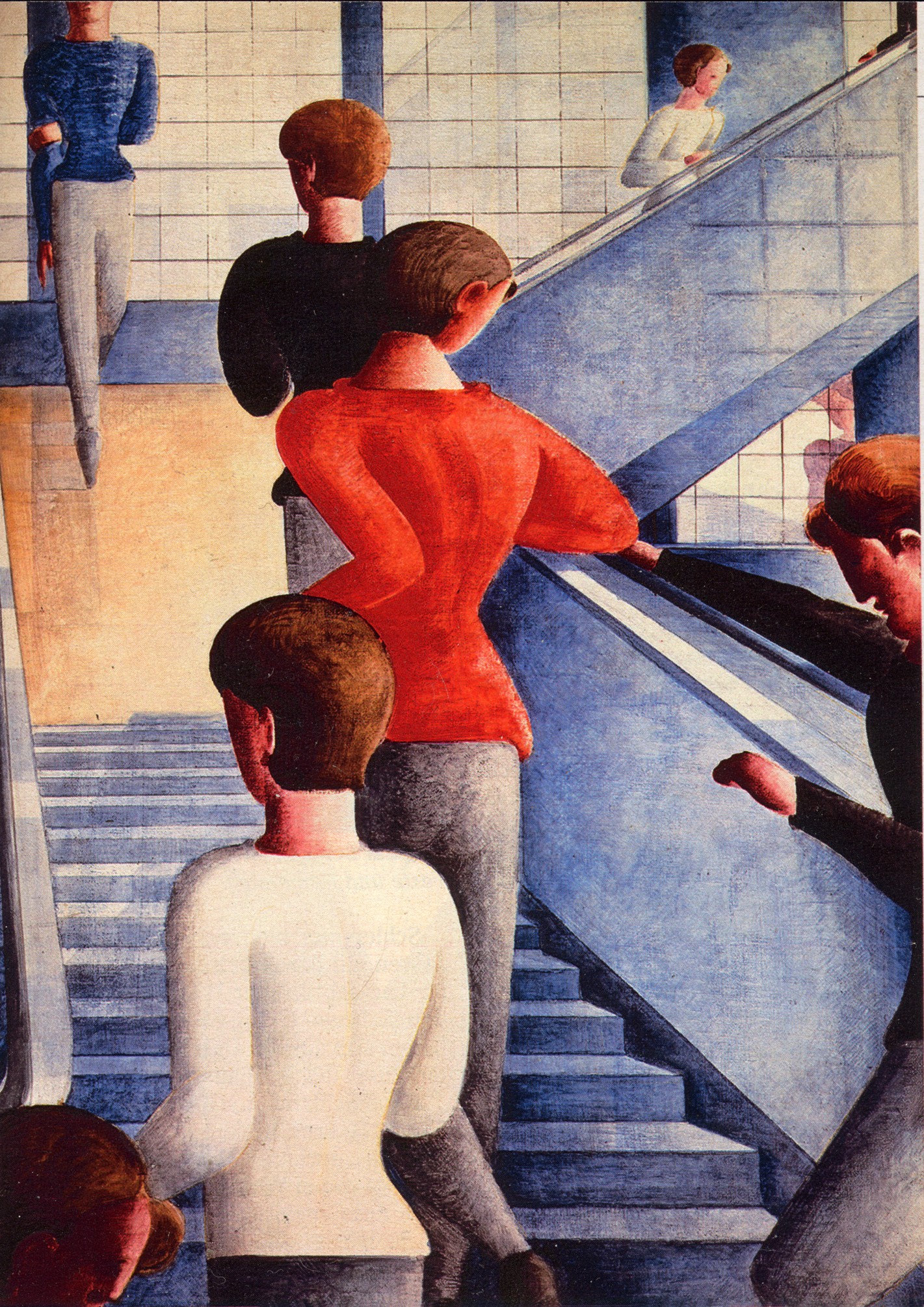
Bauhaustrappa (1932), Museum of Modern Art (MoMA), New York.

Oskar Schlemmer, född 4 september 1888 i Stuttgart, död 13 april 1943 i Baden-Baden, var en tysk målare, skulptör, scenograf och formgivare. Åren 1920–1929 var han verksam som lärare eller Meister ["mästare"] vid Bauhaus i Weimar och Bauhaus Dessau. Han utformade inrättningens logotyp. Schlemmer tematiserade i sin konst den mänskliga figurens ställning i rummet. Hans mest kända målning är Bauhaustreppe (1932).

## Biografi

### Barndom
Oskar Schlemmers föräldrar avled båda omkring år 1900 och Oskar som var yngst av sex syskon, fick bo hos en äldre syster i Göppingen. Han lämnade realskolan 1903 och flyttade tillbaka till Stuttgart. Där gick han i lära som hantverksmässig tecknare hos den ledande intarsiaverkstaden Wölfel & Kiessling. Vid sidan om gick han en kurs i figurteckning och stillära. 

### Utbildning och militärtjänstgöring
Åren 1905–1909 studerade Schlemmer först vid Kunstgewerbeschule, motsvarande konstfack, en termin och därefter vid konsthögskolan Akademie der Bildenden Künste i Stuttgart. Där lärde han bland andra känna Willi Baumeister. År 1910 flyttade han till Berlin, där han målade några av sina första viktiga verk innan han återvände till Stuttgart 1912 som Adolf Hölzels elev. År 1914 inkallades han.  Han blev stationerad på västfronten under första världskriget. Han sårades och blev omplacerad till ett läger för den militära kartografienheten i Colmar. Där tjänstgjorde han fram till krigsslutet, då han återvände som elev till Hölzel 1918.
År 1919 arbetade Schlemmer med skulptur och hade en utställning på Galleri Der Sturm i Berlin. 

### Bauhaus
Åren 1920-1929 undervisade Schlemmer vid Bauhaus i Weimar och Bauhaus Dessau med titeln "mästare" som brukligt var vid denna skola. Helt i enlighet med Bauhausskolans anda eftersträvade han att konstruktivt förenkla bilder. År 1923 blev han även skulpturmästare vid skolans teateravdelning efter att ha varit verksam en tid i dess skulpturverkstad. Hans mest kända verk från denna tid är Das Triadische Ballett, där aktörerna är förändrade från normala till geometriska former. Även i Treppenwitz gör artisternas dräkter dem till levande skulpturer, som en del av landskapet.

### Efter Bauhaus
Efter att ha lämnat Bauhaus 1929 tog Schlemmer en tjänst vid konstakademin i Breslau. Här målade han också sitt kanske mest kända verk, "Bauhaustreppe" (1932). Han tvingades dessvärre lämna akademin efter en kort period, som en följd av dålig samhällsekonomi i efterdyningarna av börskraschen 1929. Han tog sig an en professur vid Berlins statliga skola för fri och tillämpad konst, Vereinigte Staatsschulen für Freie und angewandte Kunst, som han innehade en ännu kortare period fram till början av 1933 då han tvingades avgå på grund av påtryckningar från den nyetablerade nazistiska regimen. 

### Schlemmer som måltavla för nazister

#### Fem nazistiska utställningar 1933
Oskar Schlemmers målning Zwei Frauen am Tisch, tillsammans med två litografier, visades på den nazistiska smädeutställningen "Schaufenster" i Dessau redan i mars 1933, och därefter på två liknande utställningar 1937-1938, i Dessau och Hamburg. Målningen noterades som zerstört [förstörd] i protokoll från den tiden; ändå finns den sedan 1961 på Galerie Großhennig i Düsseldorf. Målningen Frauentreppe (1925) visades först på "Kulturbolschewistische Bilder" Kunsthalle Mannheim från april till juni 1933, därefter på bland annat Mannheimer Schreckenskammer i Erlangen juli–augusti 1933. Tre litografier av honom,Kopf och blad 11 och 12 ur första portfolion av "Neue europäische Graphik. Meister des staatlichen Bauhauses in Weimar" ["Ny europeisk grafik. Mästare från statliga Bauhaus i Weimar"], visades på den likaså nazistiskt arrangerade utställningen "Kunst, die nicht aus unserer Seele kam" ["Konst som inte är från vår själ"] på museet i Chemnitz i maj-juni 1933. Målningen Drei Frauen (1924-1925) visades på "Kunst der Geistesrichtung 1918-1933", en tidig variant av Entartete Kunst-utställningar, på Schlesisches Museum der bildenden Künste i Breslau, med början 17 december 1933.

#### Statlig konfiskering av verk och 15 naziutställningar till
I början av juli 1937 beslagtog propagandaministeriet vad som fanns av Oskar Schlemmer på tyska museer, klassat som entartete Kunst. Det var 15 akvareller, 19 grafiska blad, 20 målningar och 9 teckningar. 1 tuschteckning, Anna Selbdritt und zwei weitere Figuren, som mer liknar en arbetsskiss, visades på utställningen Entartete "Kunst" i Münchens Hofgartenarkad 19 juli–30 november 1937. Där visades även akvarellen HK (1926), sedan 1991 tillbaka på Kupferstichkabinett i Berlin där den en gång beslagtogs; vidare målningarna Konzentrische Gruppe (1925), Drei Frauen, Fünfergruppe mit zentraler Aktfigur (1930) (som sedan, i likhet med akvarellen Abstrakte Komposition in Weiß och ett par litografier ur portfolion "Neue europäische Graphik" (1921), var med på nästan alla av den efterföljande vandringsutställningens hållplatser fram till 1941, därefter saknar den proveniens), Fünf Figuren im Raum, Römisches (1925) (som idag finns på Kunstmuseum Basel), Frauentreppe (återigen, nu på Kunstmuseum Basel) och Sinnender (1925), vars proveniens är okänd därefter. 
Målningen Vorübergehender (1925) visades på smädeutställningen "Bolschewismus ohne Maske" i Berlins riksdagsbyggnad 6 november 1937 – 9 januari 1938. Det är okänt vad som hände med den därefter. Frauenschule (1930) visades enbart på vandringsutställningens hållplats i Hamburg 1938 och finns idag på Kulturhistorisches Museum i Rostock.

### Andra världskriget
Under andra världskriget arbetade Schlemmer, tillsammans med Willi Baumeister och Georg Muche, vid Institut für Malstoffe i Wuppertal som drevs av filantropen Kurt Herberts. Verkstaden gav honom möjlighet att måla utan rädsla för förföljelse. Hans serie med arton små, mystiska bilder med titeln Fensterbilder (1942) målades medan han tittade ut genom fönstret i sitt hus och iakttog grannarna i deras vardagssysslor. Dessa blev hans sista konstverk innan han avled på grund av en hjärtattack på ett sjukhus i Baden-Baden, endast 54 år gammal.
Flera av hans målningar gick förlorade under krigets förödelse.

## Eftermäle
Schlemmers idéer om konst var komplexa och utmanande även för den progressiva Bauhausskolan. Hans arbeten visades ändå allmänt i både Tyskland och utanför landet. Hans arbete innebar ett förkastande av ren abstraktion, för att istället bibehålla en känsla av det humana, inte i emotionell mening, utan av den fysiska strukturen av det mänskliga. Han presenterade kroppar som arkitektoniska former och reducerade figurerna till en rytmisk lek mellan konvexa, konkava och plana ytor. Han fascinerades av varje rörelse som kroppen kunde göra och försökte fånga den i sitt arbete. En stor mängd arbeten om Schlemmers konstteorier har också publicerats. 
En omfattande bok med hans brev och dagboksanteckningar från 1910 till 1943 finns också. Tillsammans med hans dagbok har Schlemmers privata brev till Otto Meyer och Willi Baumeister gett värdefulla insikter om vad som hände på Bauhaus, speciellt genom hans skrifter om hur personal och studenter svarade på de många förändringarna och utvecklingen på skolan.
Oskar Schlemmer är representerad vid bland annat British Museum, Saint Louis Art Museum, Museum of Modern Art, Metropolitan Museum, National Gallery of Victoria, Smithsonian och Louisiana.

## Galleri

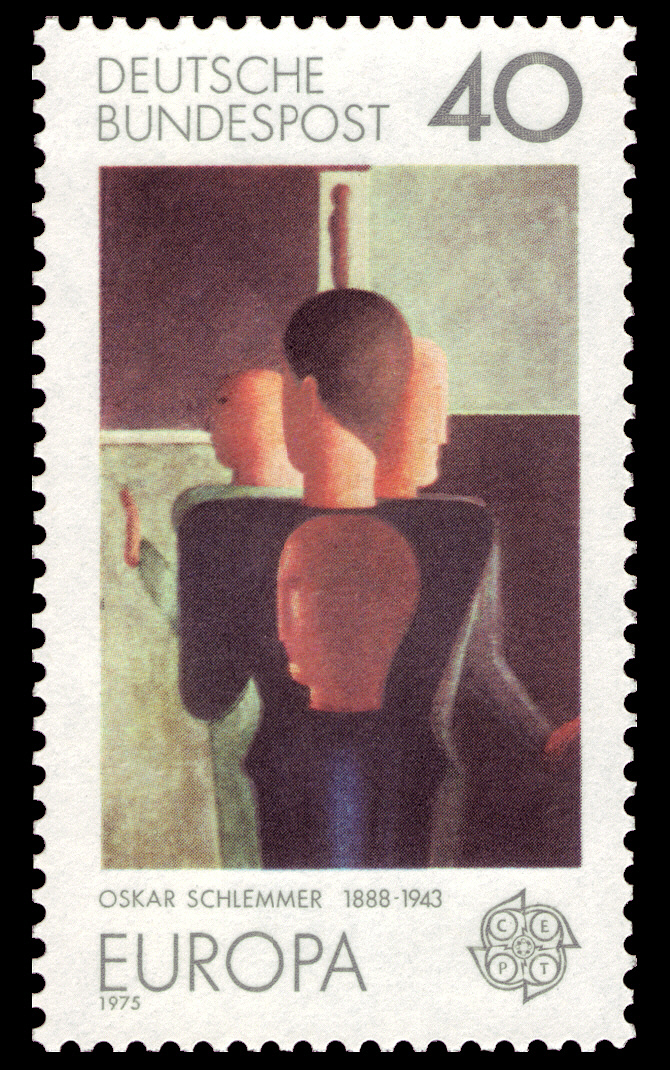
Oskar Schlemmers Konzentrische Gruppe 1925, på ett frimärke från 1975.
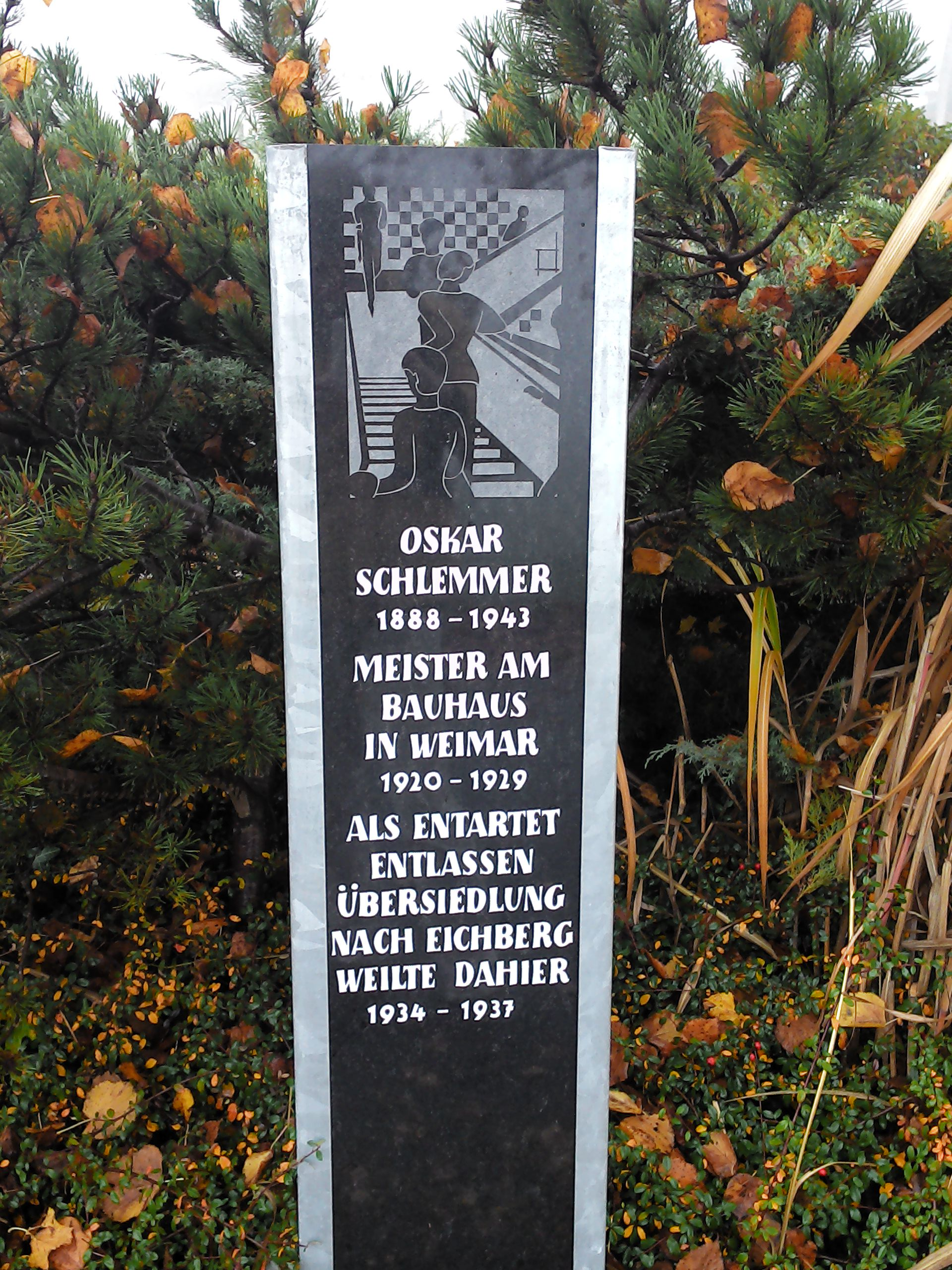
Minnesmärke över Oskar Schlemmer i Eichberg.
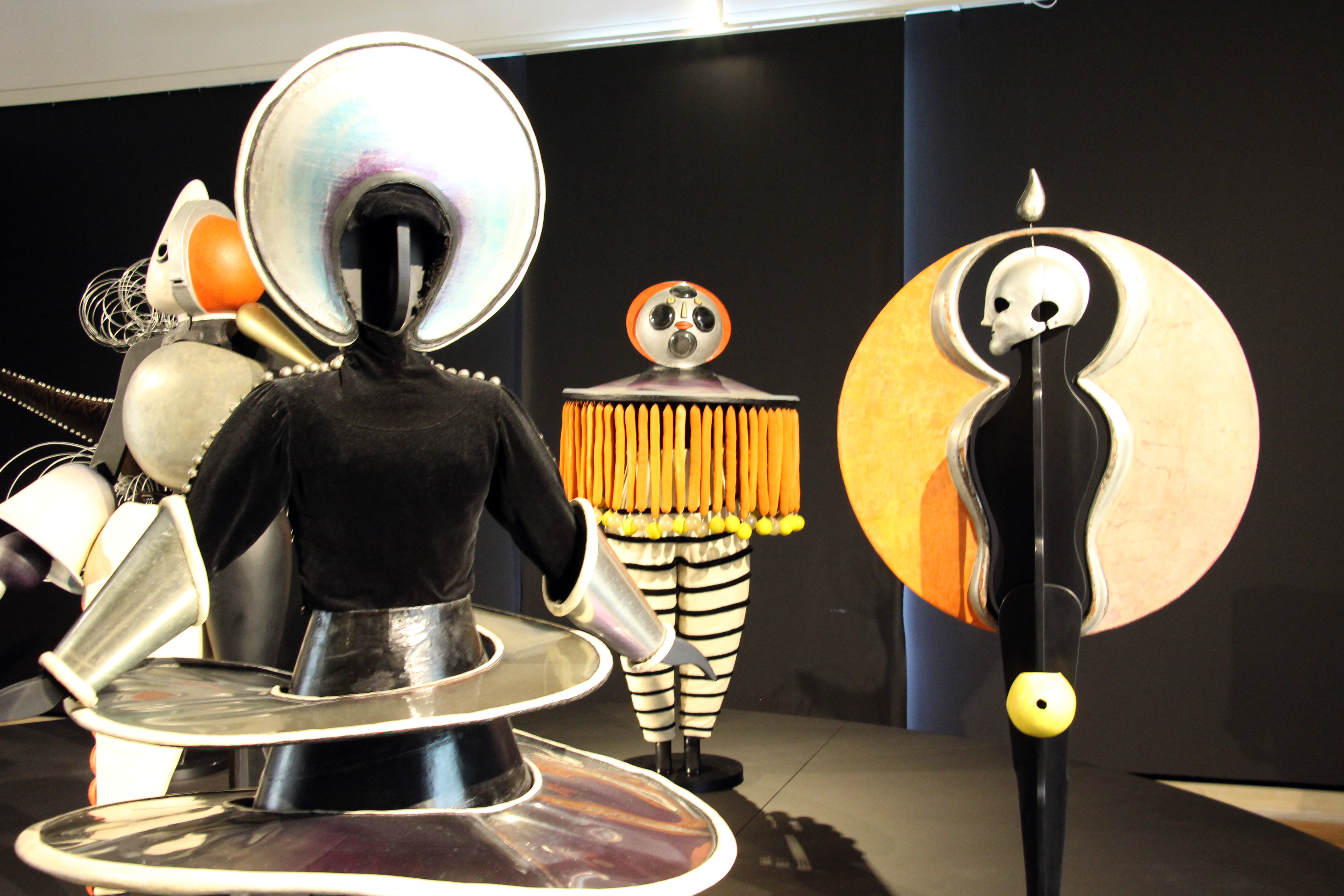
Kostymförlagor till Das Triadische Ballett (1922), Staatsgalerie Stuttgart.
Bauhaus logotyp (1922) utformad av Schlemmer.
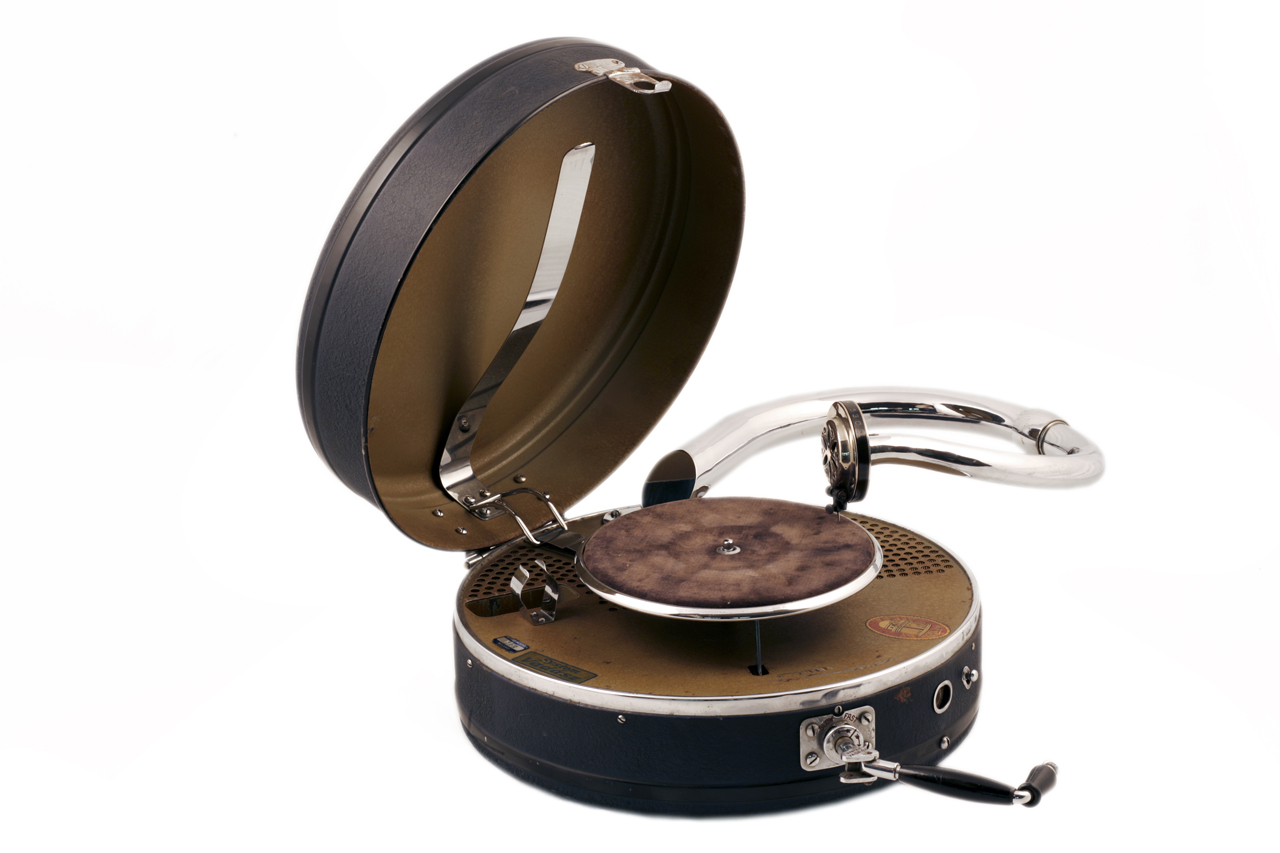
Grammofono portatile (1928), en bärbar grammofon formgiven av Schlemmer åt Odeon Records. Museo Nazionale Scienza e Tecnologia i Milano.
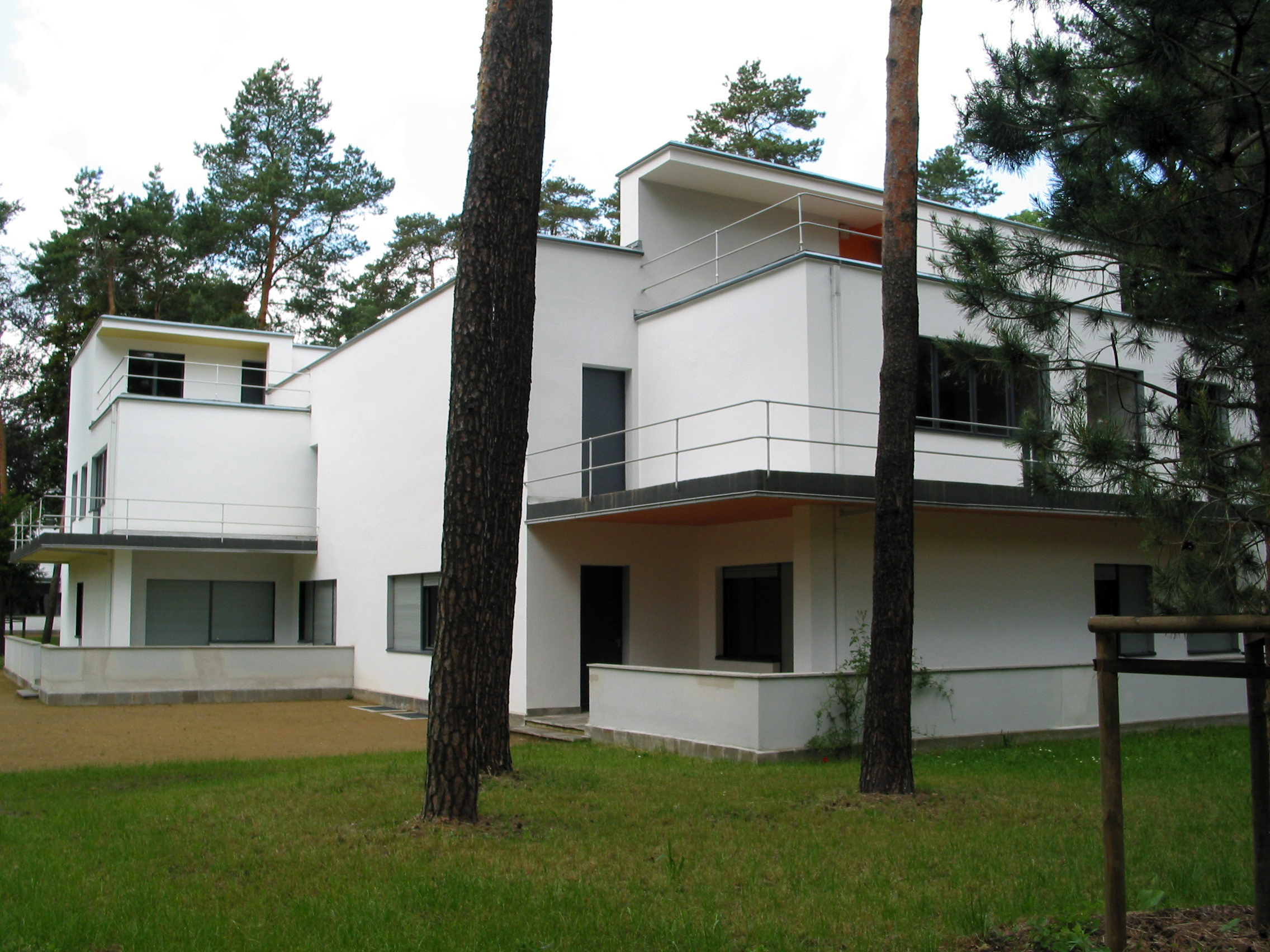
Meisterhaus Muche-Schlemmer i Dessau-Roßlau.
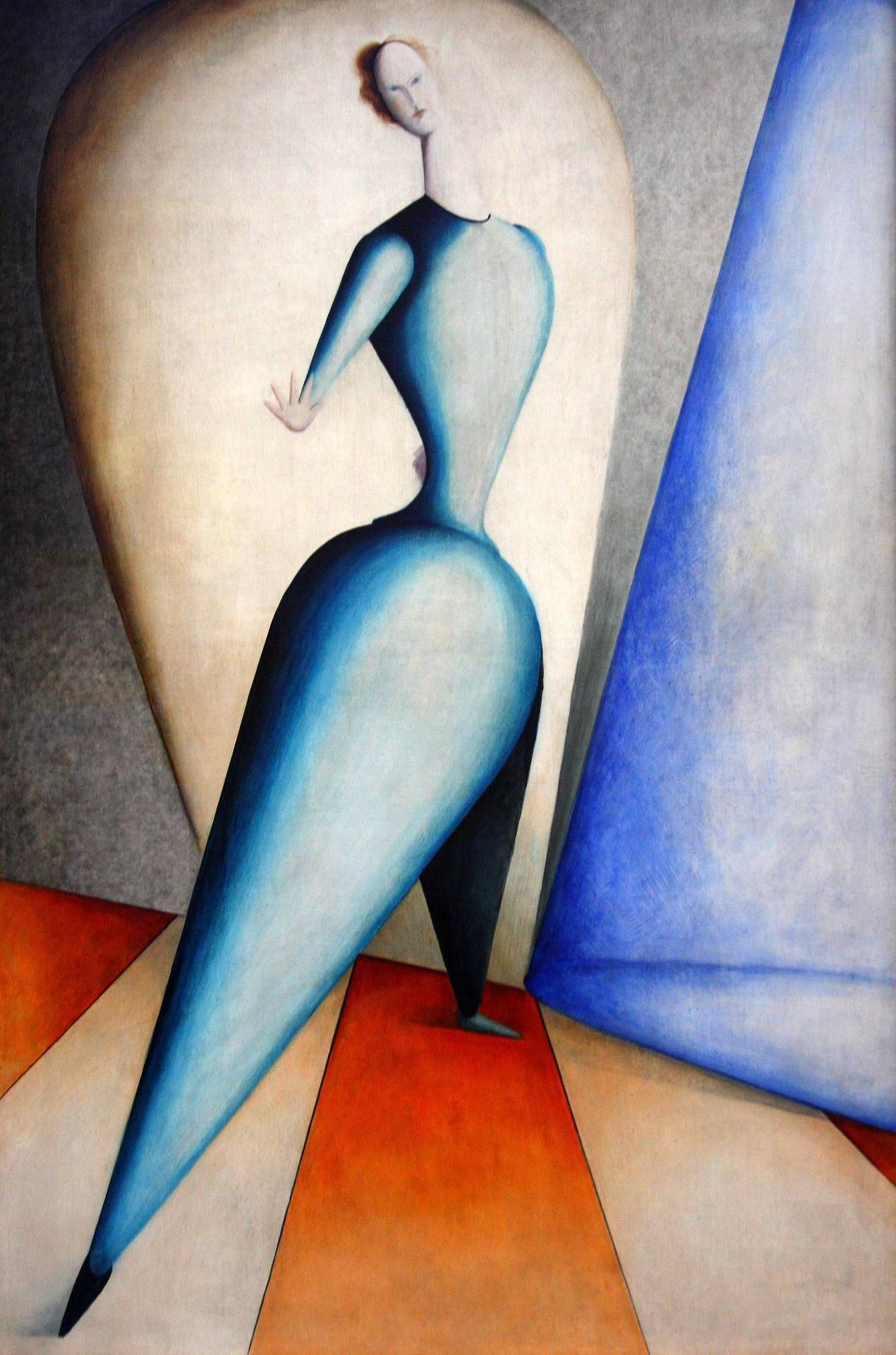
Tänzerin (Die Geste) (1922), olja och tempera på duk, 200 x 130 cm, Pinakothek der Moderne.
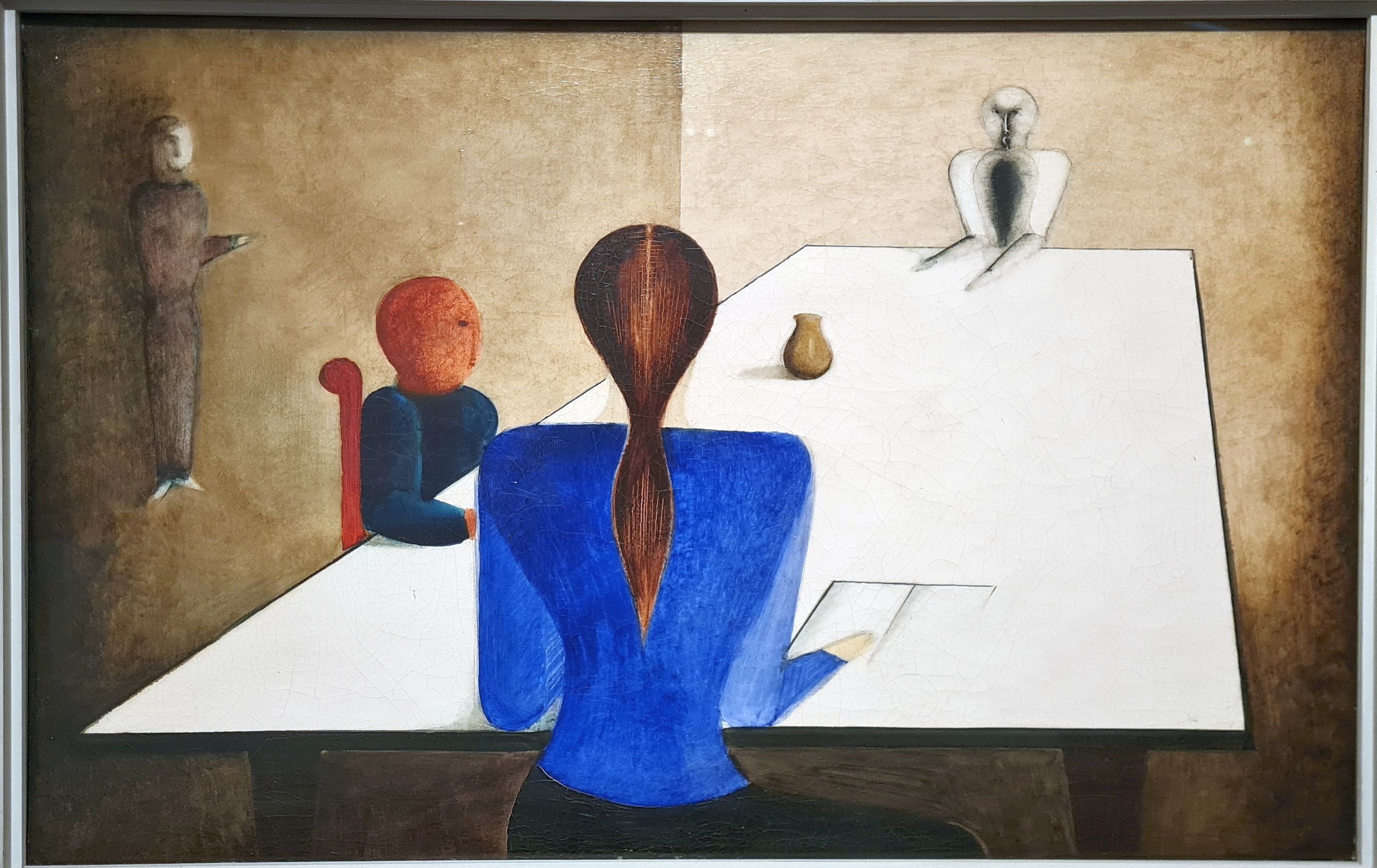
Bordsällskap (1923), olja och lackfärg på duk, Kunstmuseum Moritzburg i Halle.
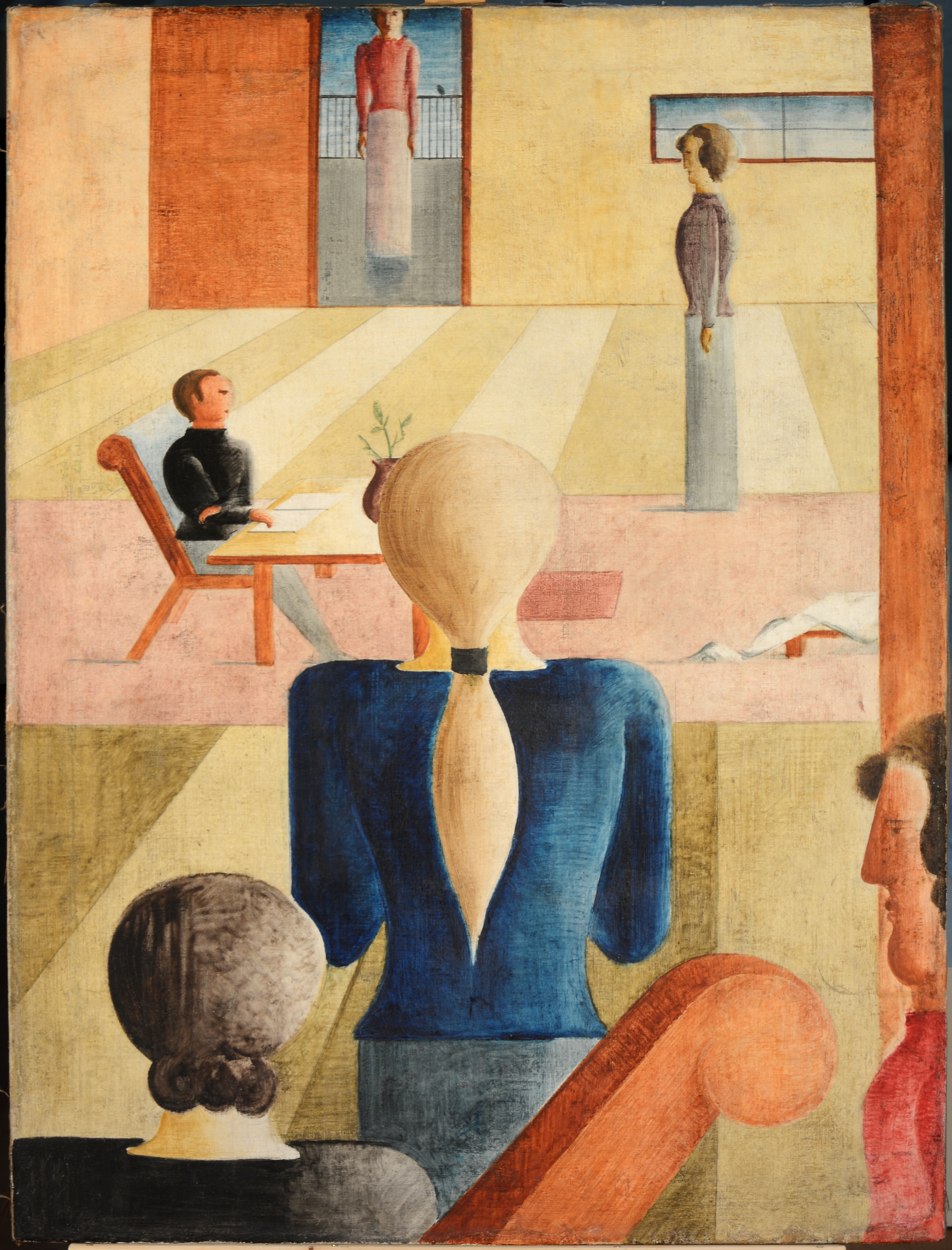
Die Frauenschule (1930), Kulturhistorisches Museum i Rostock.